# Nicholas Roerich
Nicholas Roerich (/ˈrɛrɪk/; n. 27 septembrie/9 octombrie 1874, Sankt Petersburg, Imperiul Rus – d. 13 decembrie 1947, Kullu⁠(d), Kangra-Lambagraon⁠(d), India) – cunoscut, de asemenea, ca Nikolai Konstantinovici Rerih (în rusă Никола́й Константи́нович Ре́рих) – a fost un pictor, scriitor, arheolog, teozof și filozof rus, o personalitate publică de origine germano-baltică, care a fost influențat în tinerețe de mișcarea intelectuală și artistică rusă de la sfârșitul secolului al XIX-lea și începutul secolului al XX-lea. El a fost interesat de hipnoză și de alte practici spirituale, iar criticii de artă consideră că picturile sale au o expresie hipnotică.
Născut la Sankt Petersburg (Rusia), ca fiu al unui notar public înstărit de origine germano-baltică și al unei rusoaice, el a trăit în diverse locuri din întreaga lume până la moartea sa care a avut loc în orașul Naggar, Himachal Pradesh, India. Instruit ca artist și ca avocat, a fost preocupat de literatură, filozofie, arheologie și în special artă. Roerich a fost un activist dedicat conservării artei și arhitecturii în perioadele de război. El a fost nominalizat de mai multe ori la Premiul Nobel pentru Pace. Așa-numitul Pact Roerich pentru protejarea monumentelor istorice și a patrimoniului cultural a fost semnat și legiferat de Statele Unite ale Americii și de majoritatea națiunilor membre ale Uniunii Panamericane în aprilie 1935.

## Biografie

### Tinerețea

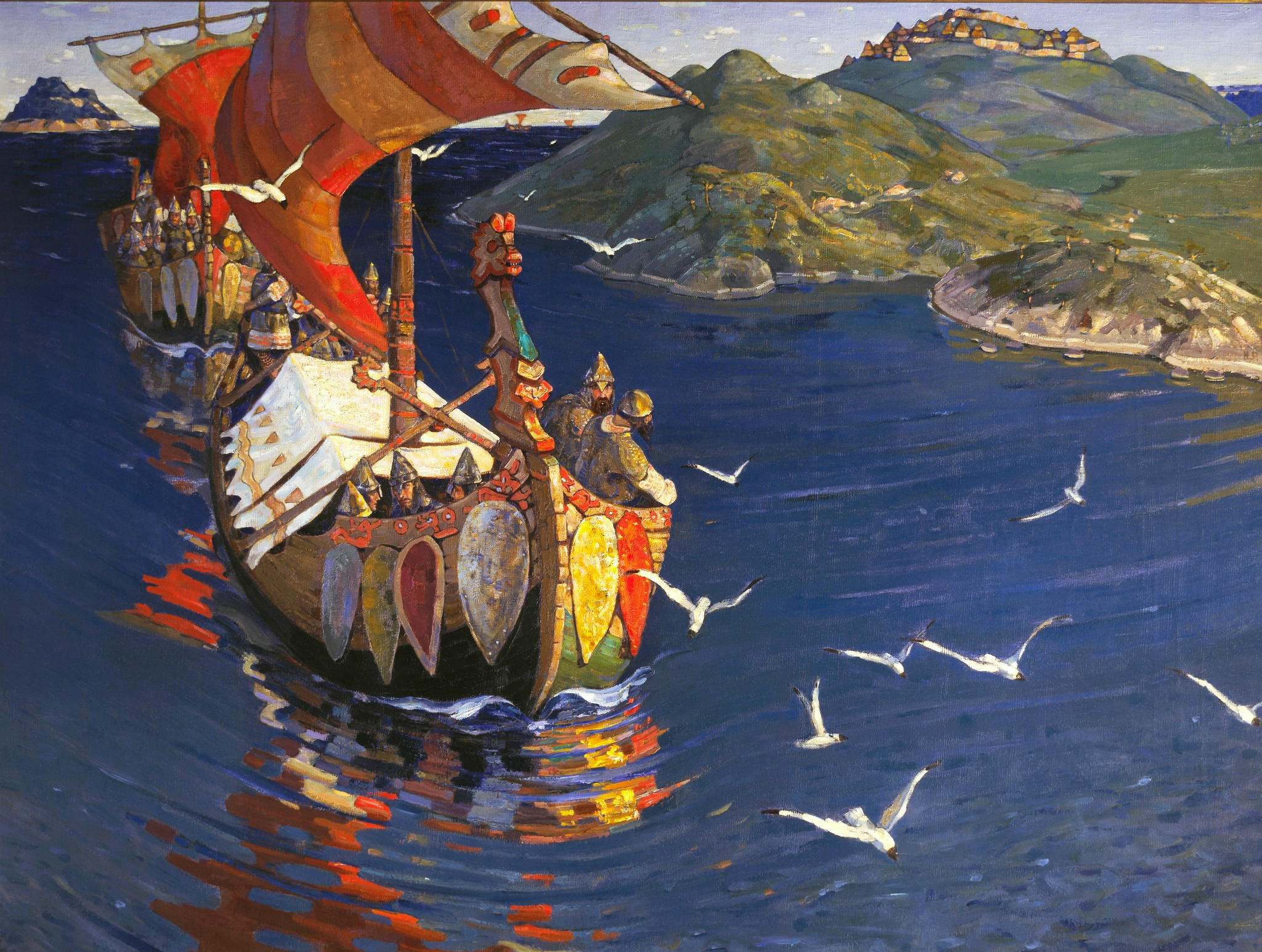
Oaspeți din străinătate, 1901 (Varegi în Rusia)

Roerich a fost educat în Sankt-Petersburg-ul de la sfârșitul secolului al XIX-lea și s-a înscris simultan în 1893 la Universitatea din Sankt Petersburg și la Academia Imperială de Arte. A obținut calificarea de „artist” în 1897 și o diplomă în drept în anul următor. S-a implicat încă din tinerețe în activitățile Societății Imperiale pentru Încurajarea Artelor și a fost director al școlii acestei societăți din 1906 până în 1917. În ciuda tensiunilor timpurii care au avut loc în cadrul grupului, el a devenit membru al societății „Mir iskusstva” („Lumea artei”) a lui Serghei Diaghilev; el a fost președinte al societății din 1910 până în 1916.
În plan artistic, el a devenit cunoscut în cadrul generației sale drept cel mai talentat pictor al trecutului îndepărtat al Rusiei, un subiect care a fost compatibil cu interesul său pentru arheologie. S-a remarcat, de asemenea, ca scenograf, obținând cea mai mare faimă în proiectarea decorurilor pentru spectacolele companiei Ballets russes a lui Diaghilev. A creat decorurile spectacolului Prințul Igor de Borodin (1909 și producțiile ulterioare) și costumele și decorurile spectacolului Ritualul primăverii (1913), de Igor Stravinski.
Împreună cu Mihail Vrubel și Mihail Nesterov el este considerat un reprezentant major al simbolismului rus în artă. Încă dintr-o perioadă timpurie a vieții sale Roerich a fost influențat de scrierile sectare medievale și apocrife, cum ar fi misterioasa baladă religioasă rusă <i>Golubinaia Kniga</i>. Proiectele sale iconografice pentru Biserica „Pogorârea Sfântului Duh” din Talașkino au fost atât de radicale, încât Biserica Ortodoxă Rusă a refuzat să sfințească clădirea.
O altă pasiune a lui Roerich a fost arhitectura. Aclamata sa publicație „Studii arhitecturale” (1904-1905) – care conținea zeci de picturi pe care le-a realizat în cetăți, mănăstiri, biserici și alte monumente în cele două lungi călătorii prin Rusia – l-a transformat într-un activist pentru conservarea patrimoniului artistic și arhitectonic. El a proiectat, de asemenea, arta religioasă a mai multor locașuri de cult din Rusia și Ucraina: mai ales fresca Regina Cerului din Biserica „Pogorârea Sfântului Duh”, pe care prințesa Maria Tenișeva a construit-o în apropierea moșiei ei din Talașkino, și vitraliile templului budist Datsan Gunzechoinei din Sankt Petersburg, create în perioada 1913-1915.
În primul deceniu al anilor 1900 și la începutul anilor 1910 Roerich a dezvoltat, în mare măsură datorită influenței soției sale, Elena, un interes față de religiile orientale, precum și față de sistemele de credință alternative la creștinism precum teozofia. Soții Roerich au devenit cititori avizi ai eseurilor vedantiste ale lui Ramakrishna și Vivekananda, ai poeziei lui Rabindranath Tagore și a textului sanscrit Bhagavad Gita. Atracția soților Roerich față de misticismul ocult a crescut în mod constant. Ea a fost deosebit de intensă în timpul Primului Război Mondial și al Revoluțiile ruse din 1917, cărora cuplul Roerich, la fel ca mulți intelectuali ruși, le-au acordat o semnificație apocaliptică. Influența teosofiei, a școlii Vedanta, a budismului și al altor subiecte mistice poate fi constatată nu numai în multe dintre picturile sale, ci și în multe povestiri și poezii pe care Roerich le-a scris înainte și după revoluțiile din 1917, inclusiv ciclul Florile lui Morya, început în 1907 și a fost finalizat în 1921.

### Revoluția, emigrarea și Statele Unite ale Americii

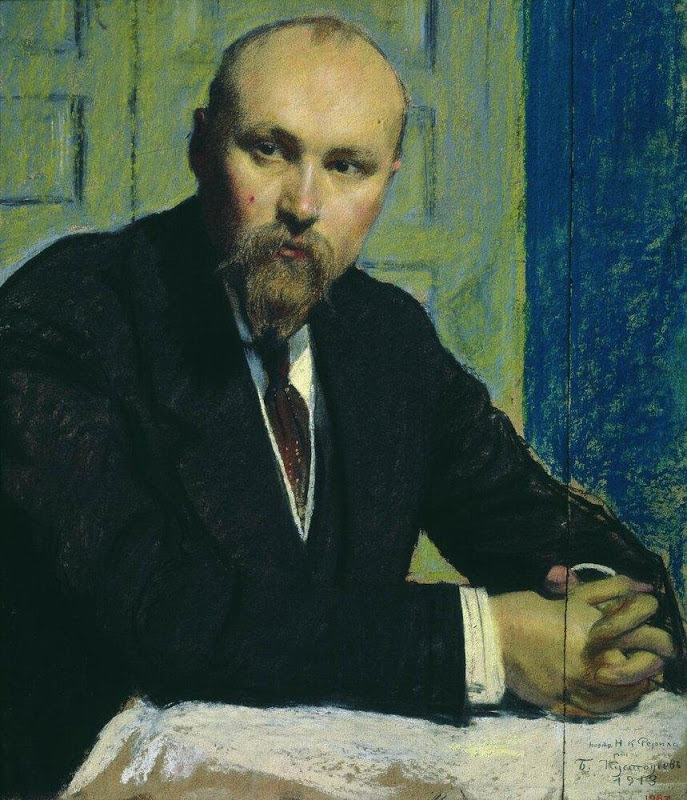
Portret al lui Nicholas Roerich, pictat de Kustodiev. 1913

După Revoluția din Februarie 1917 și sfârșitul regimului țarist, Roerich, un politician moderat, care aprecia moștenirea culturală a Rusiei mai mult decât ideologia și politica de partid, a avut un rol activ în politica artistică a noului regim. Împreună cu Maxim Gorki și Alexandre Benois, a făcut parte din așa-numita „Comisie Gorki” și din organizația succesoare, Uniunea Artelor (SDI). Ambele organizații au încercat să atragă atenția Guvernului Provizoriu și a Sovietului de la Petrograd cu privire la necesitatea adoptării unui sistem coerent de politici culturale și, cel mai urgent, a protejării artei și arhitecturii împotriva actelor de vandalism. În același timp, însă, boala l-a obligat pe Roerich să părăsească capitala Rusiei și să locuiască în Karelia, regiune de la granița cu Finlanda. El demisionase deja de la președinția societății „Mir iskusstva” („Lumea artei”) și a renunțat acum la conducerea școlii Societății Imperiale pentru Încurajarea Artelor. După Revoluția din Octombrie și dobândirea puterii de către Partidul Bolșevic al lui Lenin, Roerich a devenit tot mai descurajat de viitorul politic al Rusiei. La începutul anului 1918 el, soția sa, Elena, și cei doi fii ai lor, Iuri și Svetoslav, au emigrat în Finlanda.
Două dezbateri istorice sunt asociate cu plecarea lui Roerich din Rusia. În primul rând, s-a susținut adesea că Roerich era un candidat important pentru conducerea comisariatului poporului pentru cultură (echivalentul sovietic al ministerului culturii), pe care bolșevicii s-au gândit să-l înființeze în anii 1917-1918, dar că el a refuzat să accepte postul de comisar. De fapt, Benois era alegerea cea mai probabilă pentru conducerea unui astfel de comisariat, iar Roerich ar fi fost, se pare, o alegere preferată pentru conducerea departamentul de educație artistică. Subiectul rămâne discutabil din moment ce sovieticii au decis să nu înființeze un astfel de comisariat. În al doilea rând, atunci când a căutat reconcilierea cu URSS, Roerich a susținut mai târziu că nu a părăsit Rusia Sovietică în mod deliberat, dar că el și ceilalți membri ai familiei sale, care trăiau în Karelia (acolo a pictat o serie de tablouri denumite „Seria din Karelia”), au fost izolați din patria lor, atunci când în Finlanda a izbucnit Războiul Civil. Cu toate acestea, ostilitatea extremă a lui Roerich față de regimul bolșevic – determinată nu atât de antipatia lui față de comunism, cât de repulsia lui față de cruzimea lui Lenin și de teama că bolșevismul ar duce la distrugerea patrimoniului artistic și arhitectonic al Rusiei – a fost amplu documentată. El a ilustrat polemica anticomunistă „S.O.S.” a lui Leonid Andreev și a scris un pamflet foarte răspândit intitulat „Violatorii artei” (1918-1919). Roerich credea că „triumful culturii ruse va avea loc în urma unei revalorizări a mitului și legendei antice”.
După câteva luni în Finlanda și Scandinavia, Roerichs s-a mutat la Londra, unde a ajuns la mijlocul anului 1919. Preocupați de misticismul teozofic, soții Roerichs credeau acum că o nouă eră era pe cale să înceapă și doreau să călătorească în India cât mai curând posibil. Ei s-au alăturat filialei englezo-galeză a Societății Teozofice și au înființat la Londra, în martie 1920, propria lor școală de misticism, Agni Yoga, pe care au considerat-o ca fiind „sistemul eticii vii”. Pentru a putea călători în India, Roerich a lucrat ca scenograf pentru Teatrul Covent Garden (condus de Thomas Beecham), dar colaborarea s-a încheiat fără succes în 1920 și artistul nu și-a primit plata integrală pentru activitatea desășurată. Printre personalitățile cu care Roerich s-a împrietenit în timpul șederii sale în Anglia a fost faimosul budist britanic Christmas Humphreys, scriitorul filozof H. G. Wells și poetul și laureatul premiului Nobel Rabindranath Tagore (a cărui nepoată, Devika Rani, s-a căsătorit mai târziu cu fiul lui Roerich, Svetoslav).
Mai târziu, în urma unei expoziții de succes, directorul Institutului de Artă din Chicago i-a oferit o invitație lui Roerich, oferindu-se să-i organizeze un turneu artistic în Statele Unite ale Americii. În toamna anului 1920 familia Roerich a călătorit pe mare către America.

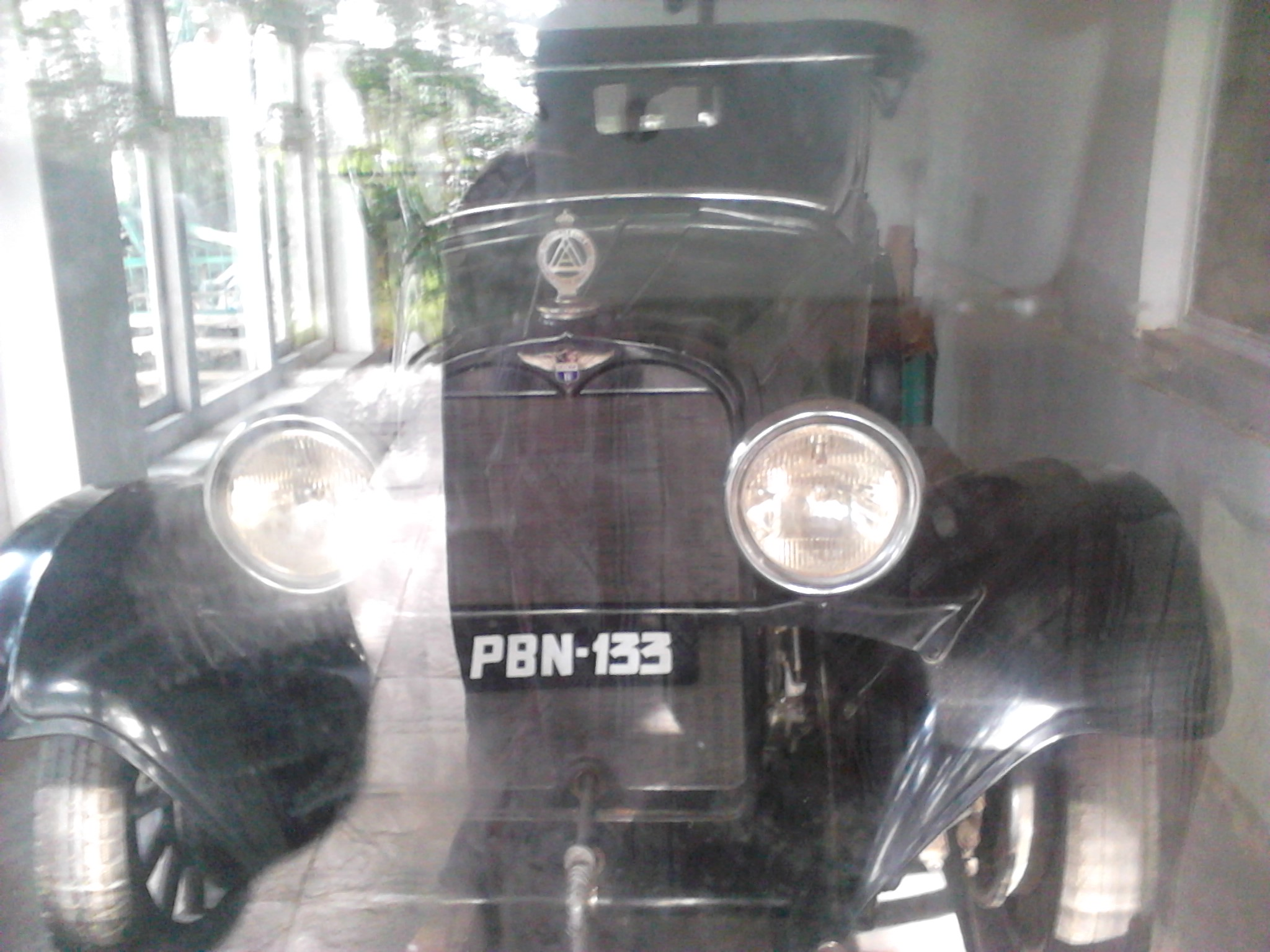
Automobilul lui Nicolas Roerich în muzeul dedicat lui la Naggar

Familia Roerich a rămas în Statele Unite ale Americii din octombrie 1920 până în mai 1923. O mare expoziție a lucrărilor artistice ale lui Roerich, organizată parțial de impresarul american Christian Brinton și parțial de Institutul de Artă din Chicago, a debutat la New York în decembrie 1920 și s-a aflat în turneu prin întreaga țară până la San Francisco și înapoi în cursul anului 1921 și la începutul anului 1922. Roerich s-a împrietenit cu renumita soprană Mary Garden de la Opera din Chicago și i s-a oferit ocazia să proiecteze în 1922 decorurile spectacolului de operă Fata de zăpadă a lui Rimski-Korsakov. În cursul expoziției membrii familiei Roerich au petrecut mult timp în Chicago, New Mexico și California.
Familia Roerich s-a stabilit la New York, care a devenit baza numeroaselor activități americane. Membrii familiei au înființat câteva instituții pe parcursul acestor ani: Cor Ardens și Corona Mundi, care aveau ambele ca scop să-i unească pe artiștii de pe glob în cauza activismului civic; Master Institute of United Arts, o școală de artă cu un program extrem de versatil și ulterior sediu al primului Muzeu Nicholas Roerich; și American Agni Yoga Society. De asemenea, ei s-au alăturat diverselor societăți teozofice, iar activitățile lor în cadrul acestor grupuri le-au ocupat timpul.

### Expediția asiatică (1925-1929)

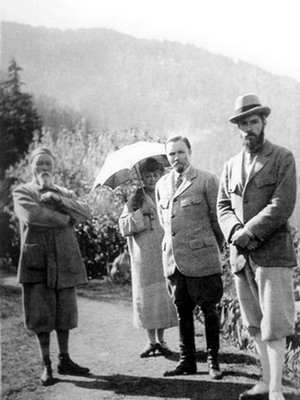
Familia Roerich (Valea Kullu, India)

După ce au părăsit New York-ul, soții Roerich – împreună cu fiul lor, Iuri, și cu șase prieteni – au început o expediție asiatică întinsă pe durata a cinci ani. Această expediție, după propriile cuvinte ale lui Roerich, „a început din Sikkim prin Punjab, Kashmir, Ladakh, Munții Karakorum, Khotan, Kashgar, Qara Shar, Urumchi, Irtîș, Munții Altai, regiunea Oyrot a Mongoliei, zona centrală a deșertului Gobi, Kansu, Tsaidam și Tibet”, cu un ocol prin Siberia până la Moscova, unde au ajuns în 1926. Expediția asiatică a soților Roerich a atras atenția serviciilor externe și de informații ale URSS-ului, Statelor Unite ale Americii, Marii Britanii și Japoniei. În fapt, înaintea începerii acestei expediții, Roerich a solicitat ajutorul guvernului sovietic și al poliției sercrete bolșevice pentru a-l asista în expediția sa, promițând în schimb să monitorizeze activitățile desfășurate de britanici în regiune, dar a primit doar un răspuns lipsit de entuziasm de la Mihail Abramovici Trilisser, șeful de la acel moment al serviciului sovietic de informații externe. Pe de o parte bolșevicii l-a ajutat cu logistica atunci când Roerich a călătorit prin Siberia și Mongolia, dar pe de altă parte au refuzat să se angajeze în proiectul său utopic al Uniunii Sacre a Orientului – o utopie spirituală care se baza pe încercările ambițioase ale lui Roerich de a agita populațiile budiste din Asia interioară pentru a crea o uniune spirituală sub patronajul Rusiei Bolșevice. Misiunea oficială a expediției, potrivit lui Roerich, era stabilirea unui contact între budismul occidental și budismul tibetan. Cu toate acestea, expediția sa a fost prezentată în mass-media occidentală ca o acțiune științifică și artistică.
În perioada cuprinsă vara anului 1927 și iunie 1928 s-a crezut că expediția a fost pierdută, deoarece comunicarea cu membrii ei a încetat pentru un an. Ei fuseseră atacați în Tibet și doar „superioritatea armelor noastre de foc a împiedicat vărsarea de sânge... În ciuda pașapoartelor tibetane pe care le aveam, expediția a fost oprită cu forța de autoritățile tibetane.” Membrii expediției au fost reținuți de guvernul tibetan timp de cinci luni și nevoiți să trăiască în corturi la temperaturi negative și să mănânce rații mici de alimente. În acest timp au murit cinci bărbați care erau membri ai expediției. În martie 1928 li s-a permis să părăsească Tibetul și ei s-au îndreptat spre sud, stabilindu-se în India, unde au fondat un centru de cercetare numit Institutul de Cercetare Himalayană.
În 1929 Nicholas Roerich a fost nominalizat la Premiul Nobel pentru Pace de Universitatea din Paris. El a obținut alte două nominalizări în 1932 și 1935. Preocuparea sa pentru pace a dus la crearea mișcării Pax Cultura pentru protejarea artei și culturii, similară „Crucii Roșii”. Activitatea lui Roerich în susținerea acestei cauze a dus la semnarea Pactului Roerich de către Statele Unite ale Americii și alte douăzeci de națiuni ale Uniunii Panamericane pe 15 aprilie 1935, la Casa Albă. Pactul Roerich este un tratat internațional timpuriu pentru protejarea patrimoniului cultural.

### Expediția în Manciuria
În perioada 1934-1935 Departamentul American de Stat al Agriculturii (condus atunci de Henry A. Wallace, care era un admirator al lui Roerich) a sponsorizat o expediție formată din Roerich și oamenii de știință ai USDA H. G. MacMillan și James F. Stephens în Mongolia Interioară, Manciuria și China. Scopul expediției era colectarea semințelor unor plante care împiedicau distrugerea straturilor utile ale solului.
Expediția a constat din două părți. În 1934 au fost explorați lanțul muntos Marele Khingan și platoul Bargan din vestul Manciuriei. În 1935 au fost efectuate cercetări în unele porțiuni ale Mongoliei Interioare: Deșertul Gobi, Deșertul Ordos și Munții Helan. Expediția a găsit aproape 300 de specii de ierburi xerofite, a realizat studii arheologice și a găsit manuscrise antice de mare importanță științifică.

### Activitatea din timpul celui de-al Doilea Război Mondial și ultimii ani de viață

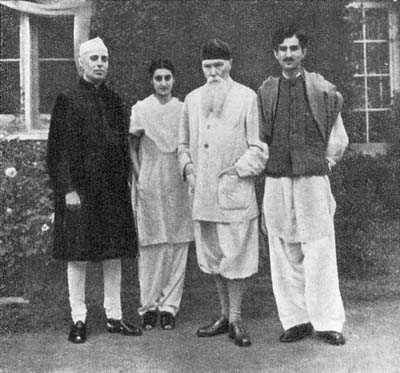
Jawaharlal Nehru, Indira Gandhi, Nicholas Roerich și Mohammad Yunus. (Domeniul Roerich imobiliare, Kullu).

În timpul celui de-al Doilea Război Mondial Roerich s-a aflat în India, unde a pictat teme istorice rusești și teme religioase, inclusiv: Alexander Nevski, Lupta dintre Mstislav și Rededia și Boris și Gleb.
În 1942 Roerich i-a primit în casa sa din Kullu pe Jawaharlal Nehru și pe fiica lui Nehru, Indira Gandhi. Ei au discutat împreună despre soarta lumii noi: „Am vorbit despre asociația culturală indiano-rusă [...] este timpul să ne gândim la o cooperare utilă și creativă”.
Indira Gandhi și-a amintit mai târziu despre zilele pe care le-a petrecut împreună cu familia lui Roerich: „Asta a fost o vizită de neuitat făcută unei familii uimitoare și talentate, al cărei fiecare membru era el însuși o figură remarcabilă, cu o gamă bine-definite de interese. ... Roerich rămâne în memoria mea. Era un om cu cunoștințe vaste și cu o experiență enormă, un om cu o inimă mare, influențat profund de tot ce a observat”.
În timpul vizitei, „au fost exprimate idei și gânduri despre o cooperare mai strânsă între India și URSS. Acum, după ce India își câștigă independența, ele au fost puse în aplicare în mod real. Și, după cum știți, astăzi există relații de prietenie și de înțelegere reciprocă între țările noastre”.
În 1942 a fost înființată la New York Asociația Culturală Americano-Rusă (ARCA). Membrii ei activi au fost Ernest Hemingway, Rockwell Kent, Charlie Chaplin, Emil Cooper, Serge Koussevitzky și Valeri Ivanovici Tereshchenko. Activitatea Asociației a fost salutată de cercetători precum Robert Millikan și Arthur Compton.
Roerich a murit în 13 decembrie 1947.

## Moștenire culturală

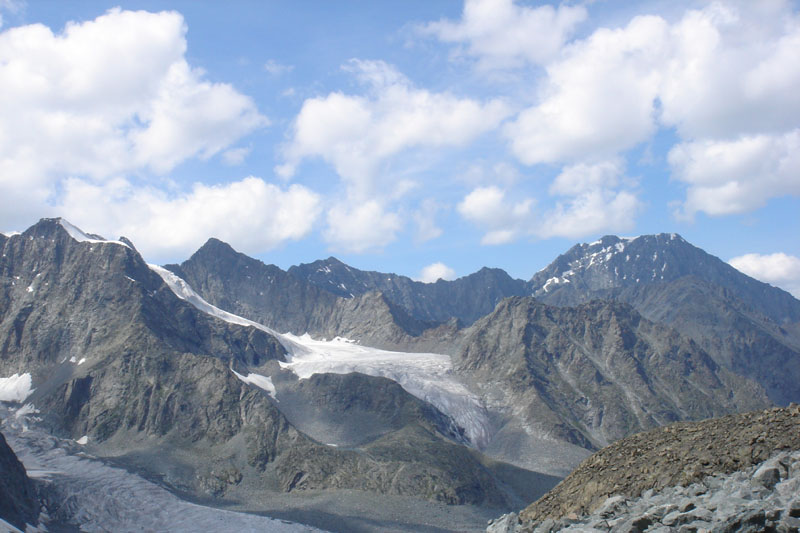
Altai. Vârfuri și trecători numite în onoarea familiei Roerich.

Vicepreședintele Statelor Unite ale Americii Henry A. Wallace a fost un corespondent frecvent și uneori avocat al învățăturilor lui Nicholas Roerich. Wallace a devenit atras de ideea unei Uniuni Sacre a Orientului, o utopie geopolitică și spirituală pe care Nicholas și Elena Roerich s-au gândit să o înființeze în inima Asiei. Bazată pe ideile spirituale pe care soții Roerich au susținut că le-au primit de la stăpânii unei alte lumi, această utopie avea să arate omenirii un model al societății ideale. În calitate de secretar de stat pentru agricultură al SUA, Wallace s-a arătat interesat atât de mult de întregul proiect, încât a decis să sponsorizeze a doua expediție a lui Roerich în Asia în perioada 1933-1934. În acest timp, Elena Roerich purta corespondență cu președintele SUA, Franklin D. Roosevelt, care a fost intrigat de „scrisorile ei înflăcărate”. Întregul proiect s-a încheiat dezastruos și i-a determinat pe Wallace și pe Roosevelt să rupă legăturile cu soții Roerich. Întregul incident a ieșit parțial la suprafață ulterior și a devenit jenant pentru Wallace, atunci când a dorit să candideze la postul de președinte în 1948 și porțiuni ale corespondenței au fost tipărite de jurnalistul Westbrook Pegler, devenit cunoscut ca Guru Letters.

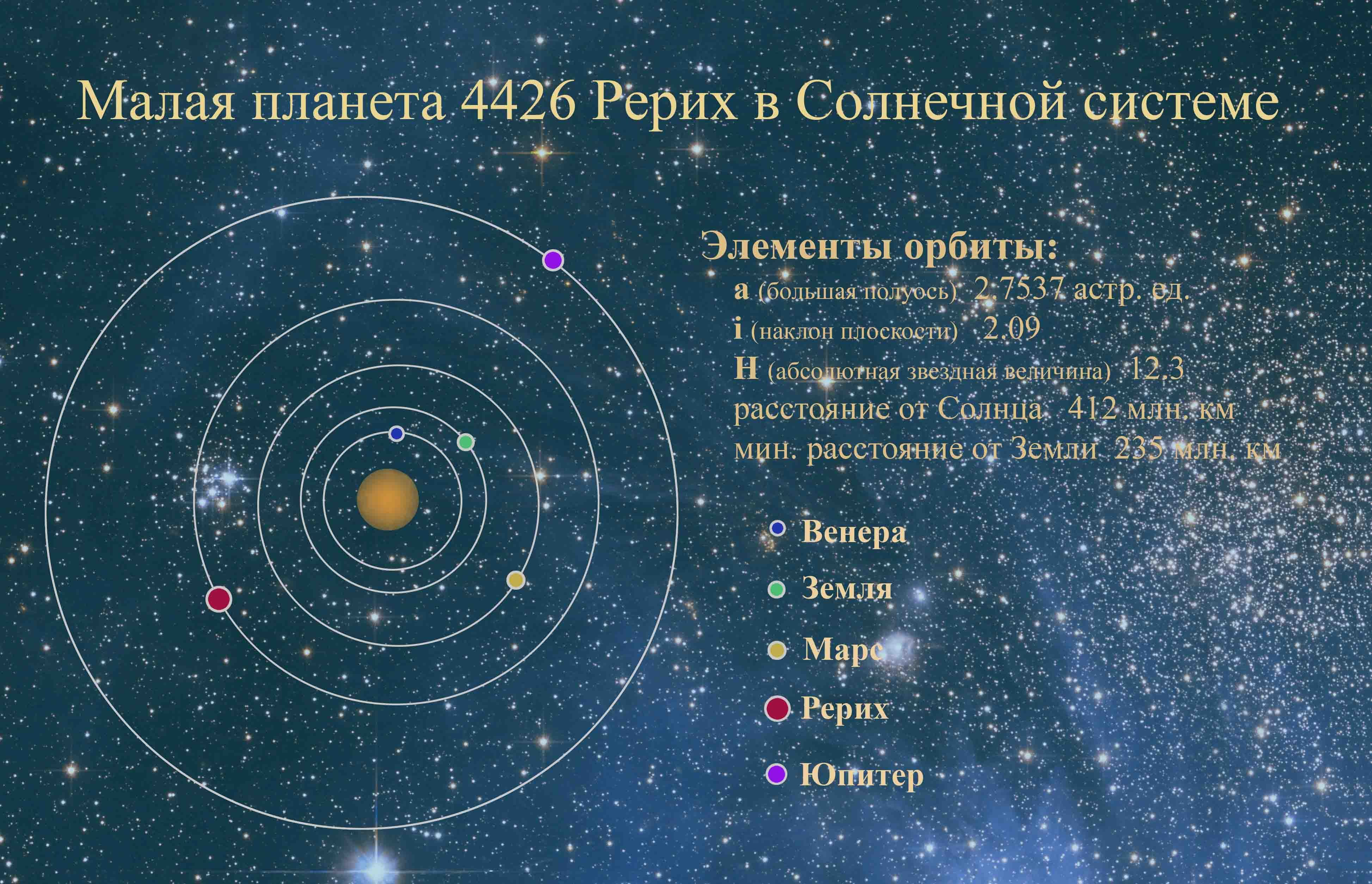
Planeta minoră 4426 Roerich din Sistemul Solar

În prezent, Muzeul Nicholas Roerich din New York City expune numeroase creații artistice ale lui Nicholas Roerich. Numeroase societăți continuă să-și promoveze învățăturile teozofice ale soților Roerich în întreaga lume. Picturile sale pot fi văzute în mai multe muzee, printre care Muzeul de Stat „Roerich” al Artelor Orientale din Moscova; Muzeul Roerich de la Centrul Internațional al familiei Roerich din Moscova; Muzeul de Stat Rus din Sankt Petersburg; Galeria Tretiakov din Moscova; Muzeul de Artă din Novosibirsk, Rusia; Galeria Națională de Artă Străină din Sofia, Bulgaria; Muzeul de Artă din Nijni Novgorod Rusia; Muzeul Național al Serbiei; Roerich Hall Estate din Naggar, India; Galeria de Artă Sree Chitra din Thiruvananthapuram, India; în diferite muzee de artă din India; și Muzeul Național de Artă al Letoniei.
Biografia lui Roerich și controversatele lui expediții în Tibet și Manciuria au fost examinate recent de către o serie de autori, printre care doi ruși, Vladimir Rosov și Aleksandr Andreev, americanul Andrei Znamenski și germanul Ernst von Waldenfels.
H. P. Lovecraft se referă de mai multe ori la „picturile stranii și tulburătoare ale lui Nicholas Roerich” în nuvela sa de groază At the Mountains of Madness, a cărei acțiune se petrece în Antarctica.
A fost decorat cu Ordinul Sf. Sava. Planeta minoră 4426 Roerich din Sistemul solar a fost numită în onoarea lui Roerich.
În iunie 2013 în timpul Săptămânii Artei Ruse din Londra, pictura Madonna Laboris a fost vândută la licitație de casa Bonhams la prețul de 7.881.250 £, devenind cel mai valoros tablou vândut vreodată la o licitație de artă rusă.

## Galerie

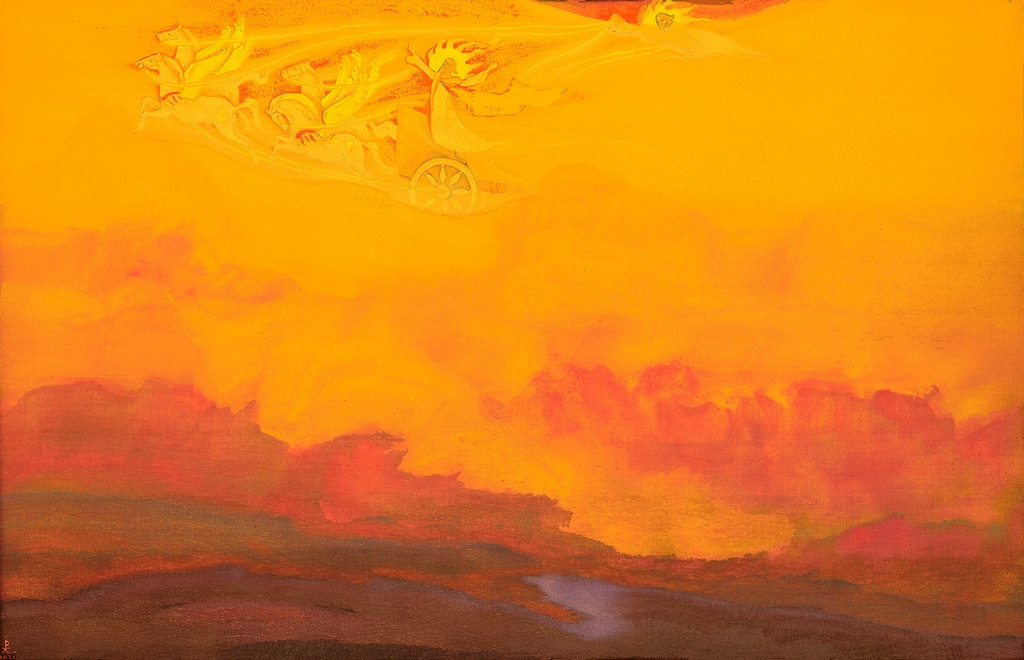
Profetul Ilie
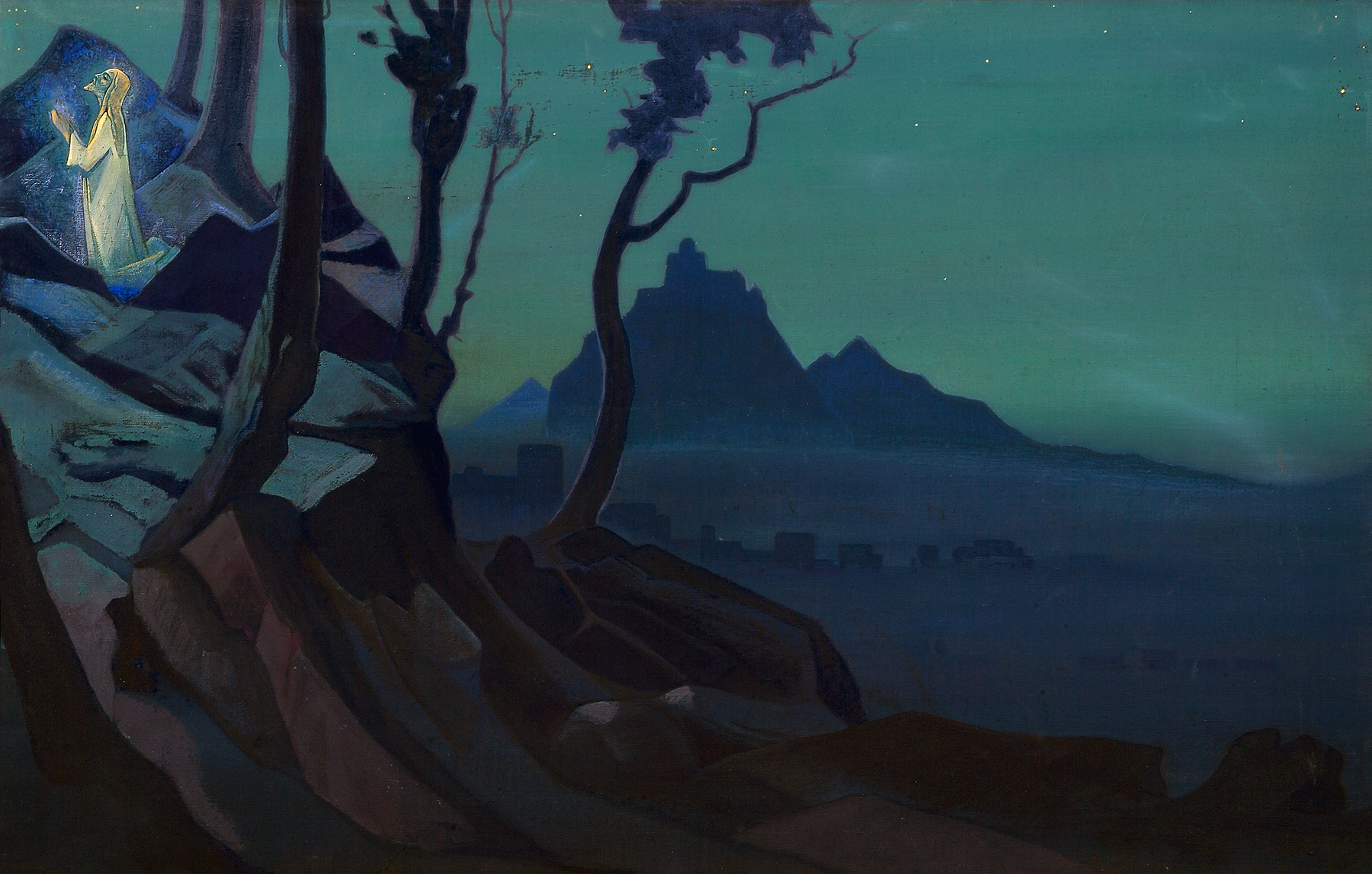
Potirul lui Hristos
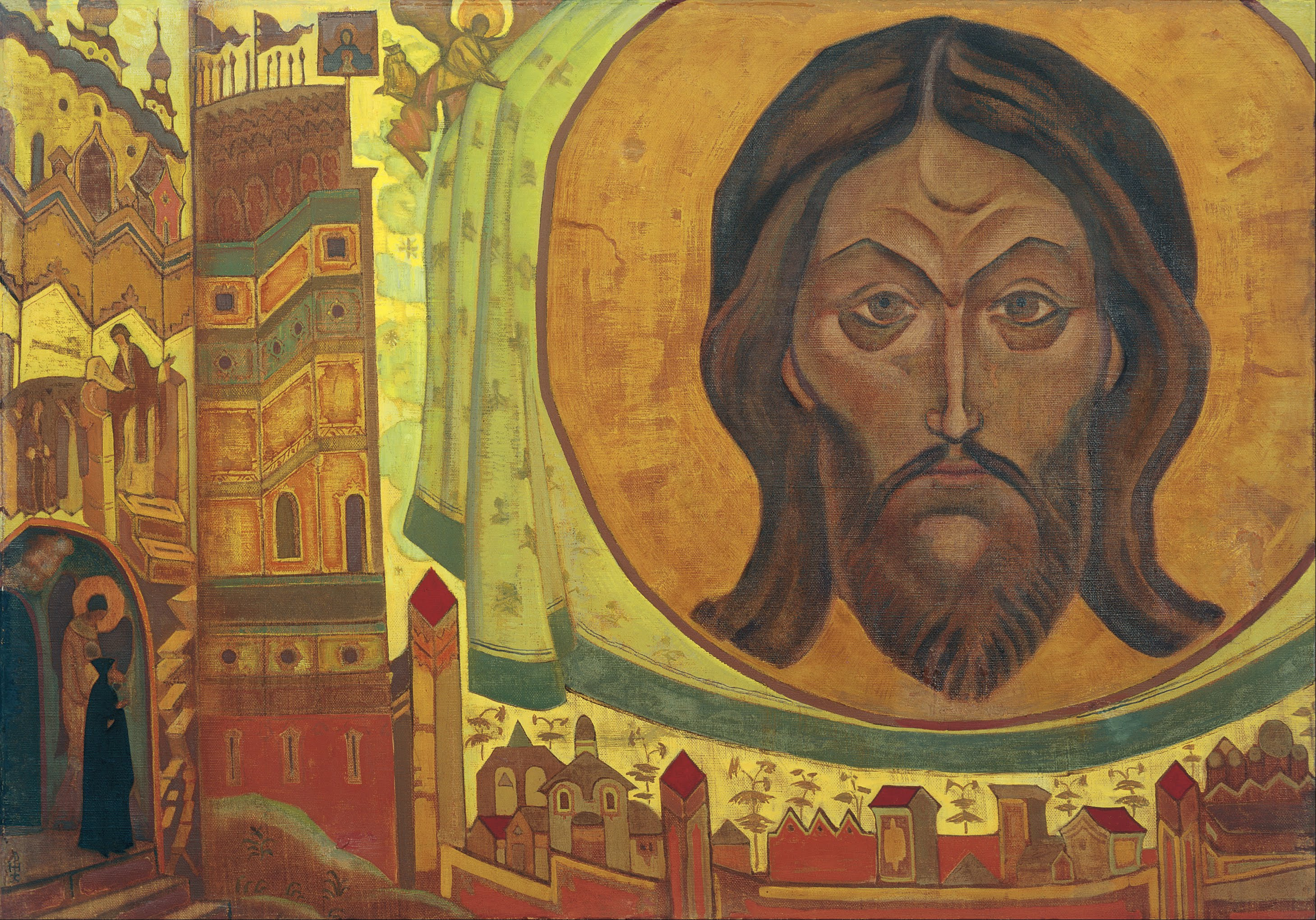
Vedem, din seria „Sancta”
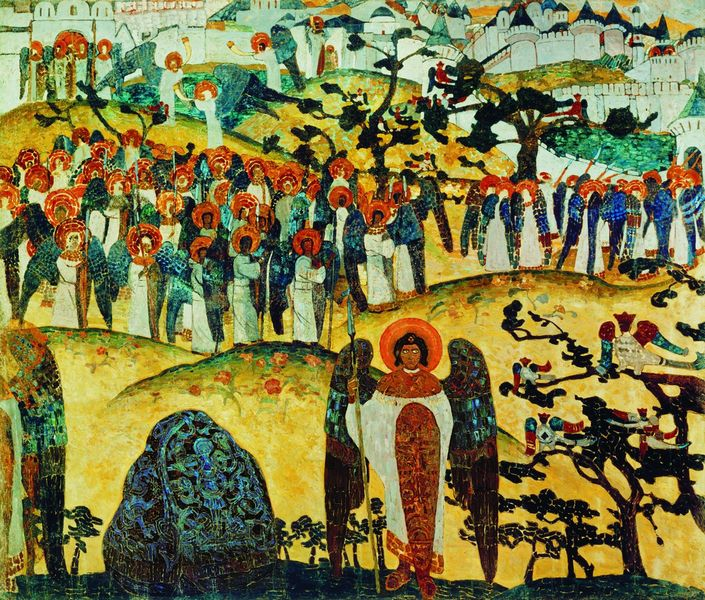
Comoara îngerilor
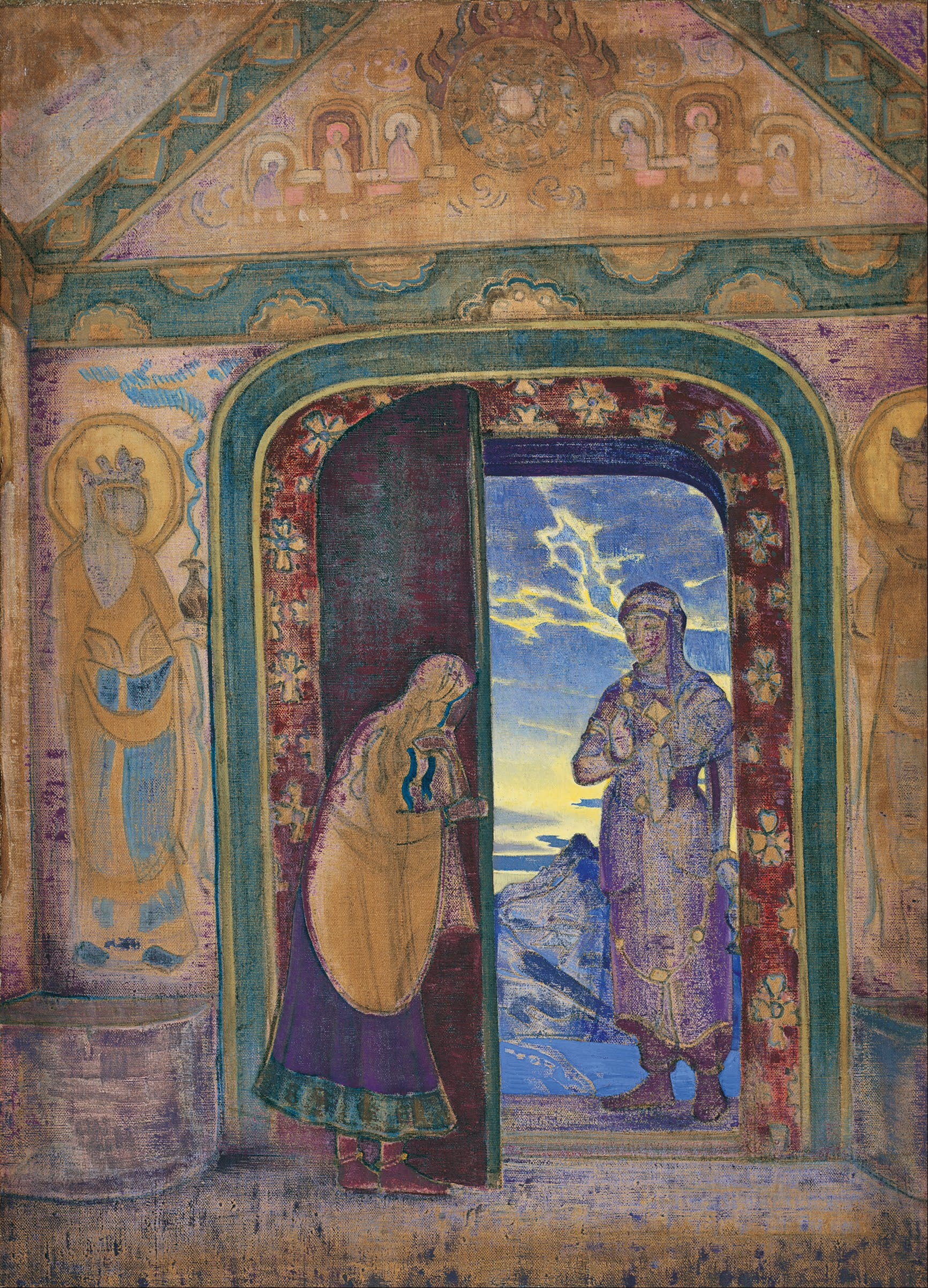
Mesagerul
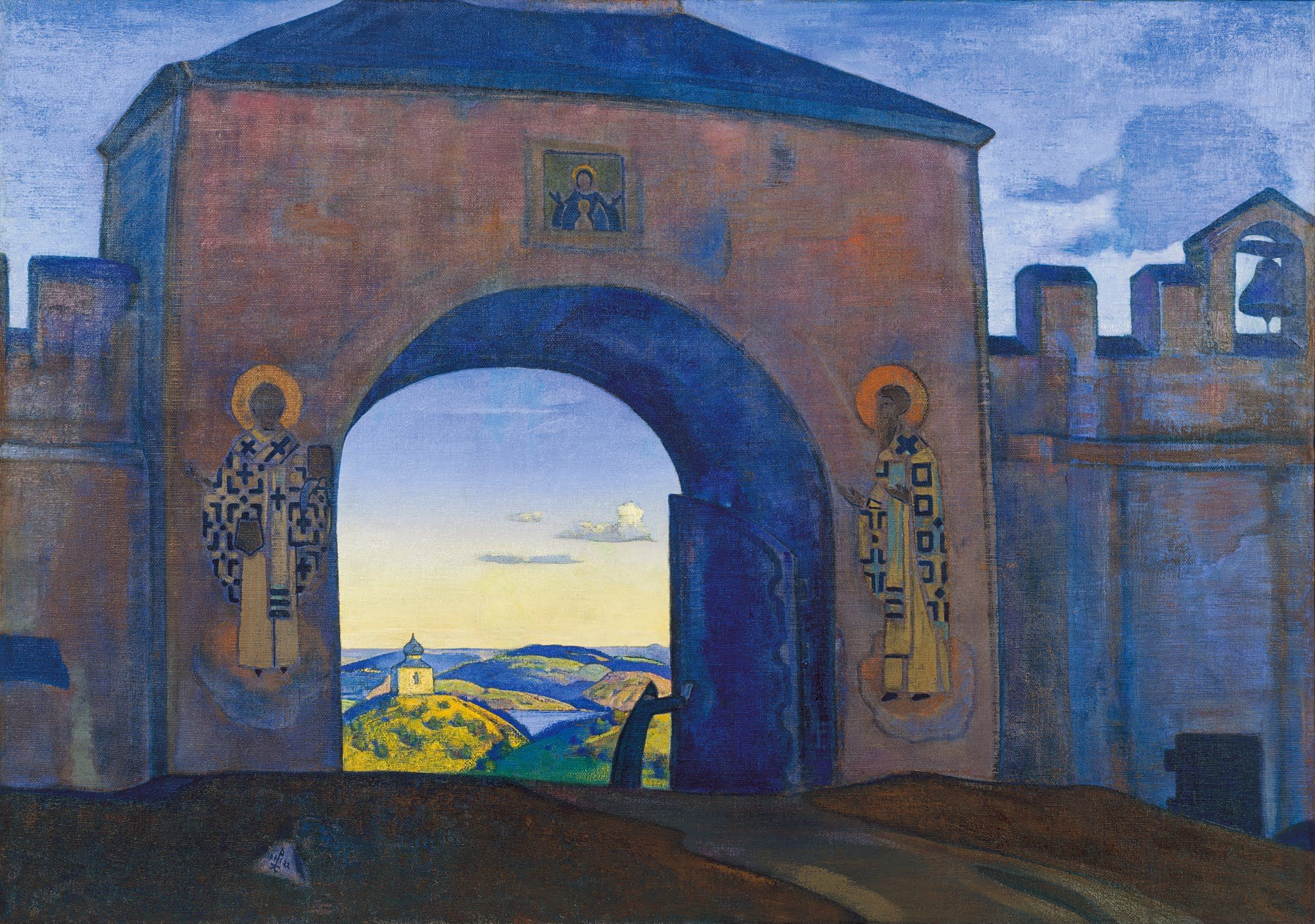
Deschidem porțile, din seria „Sancta”
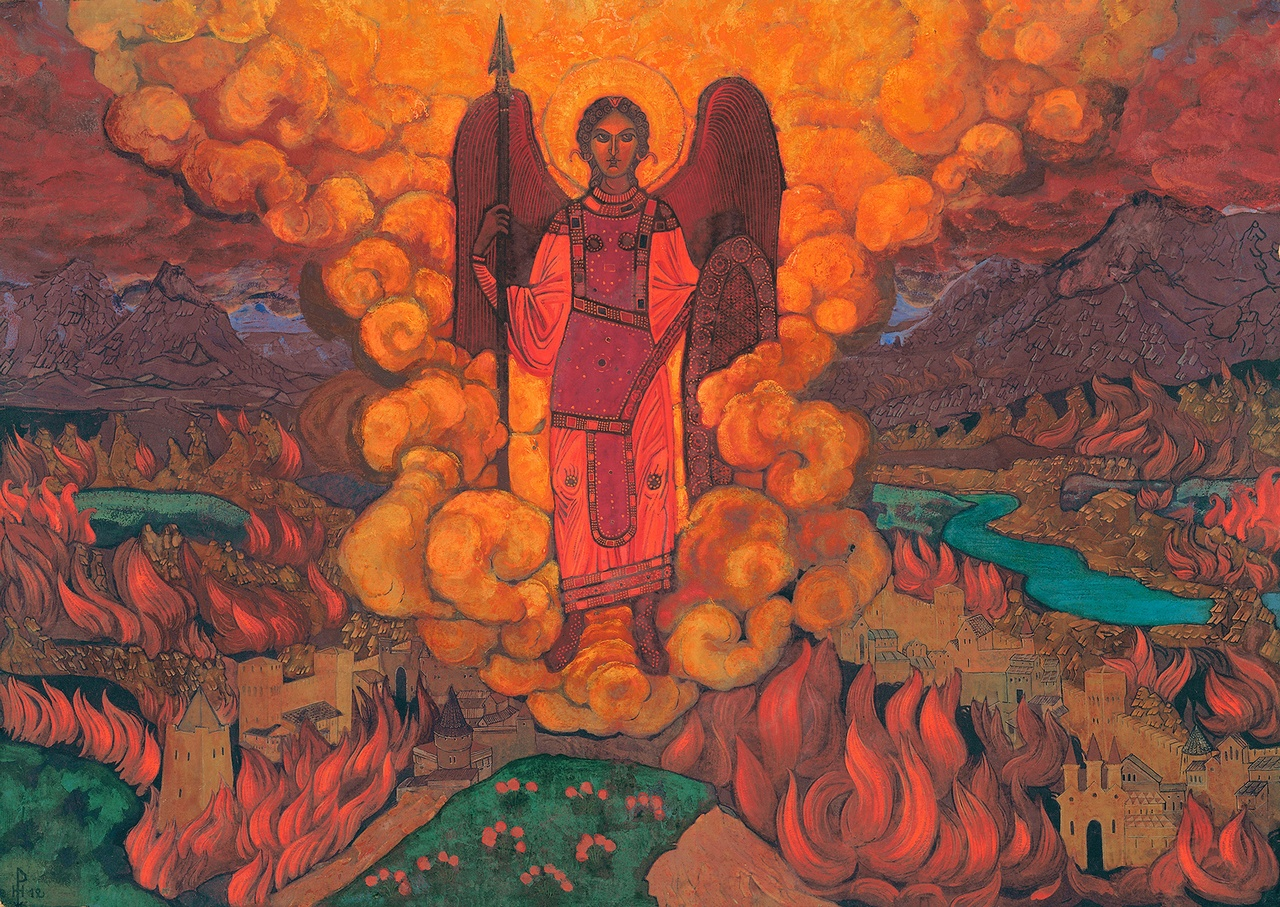
Ultimul înger (1912)
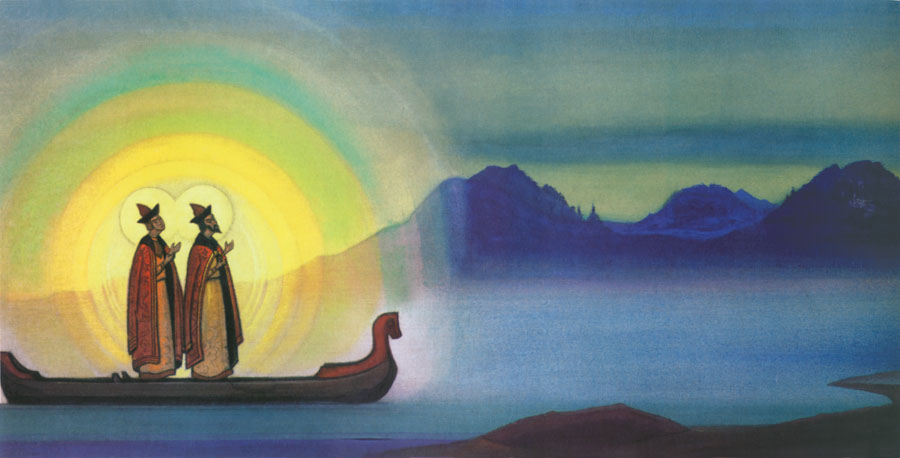
Boris și Gleb
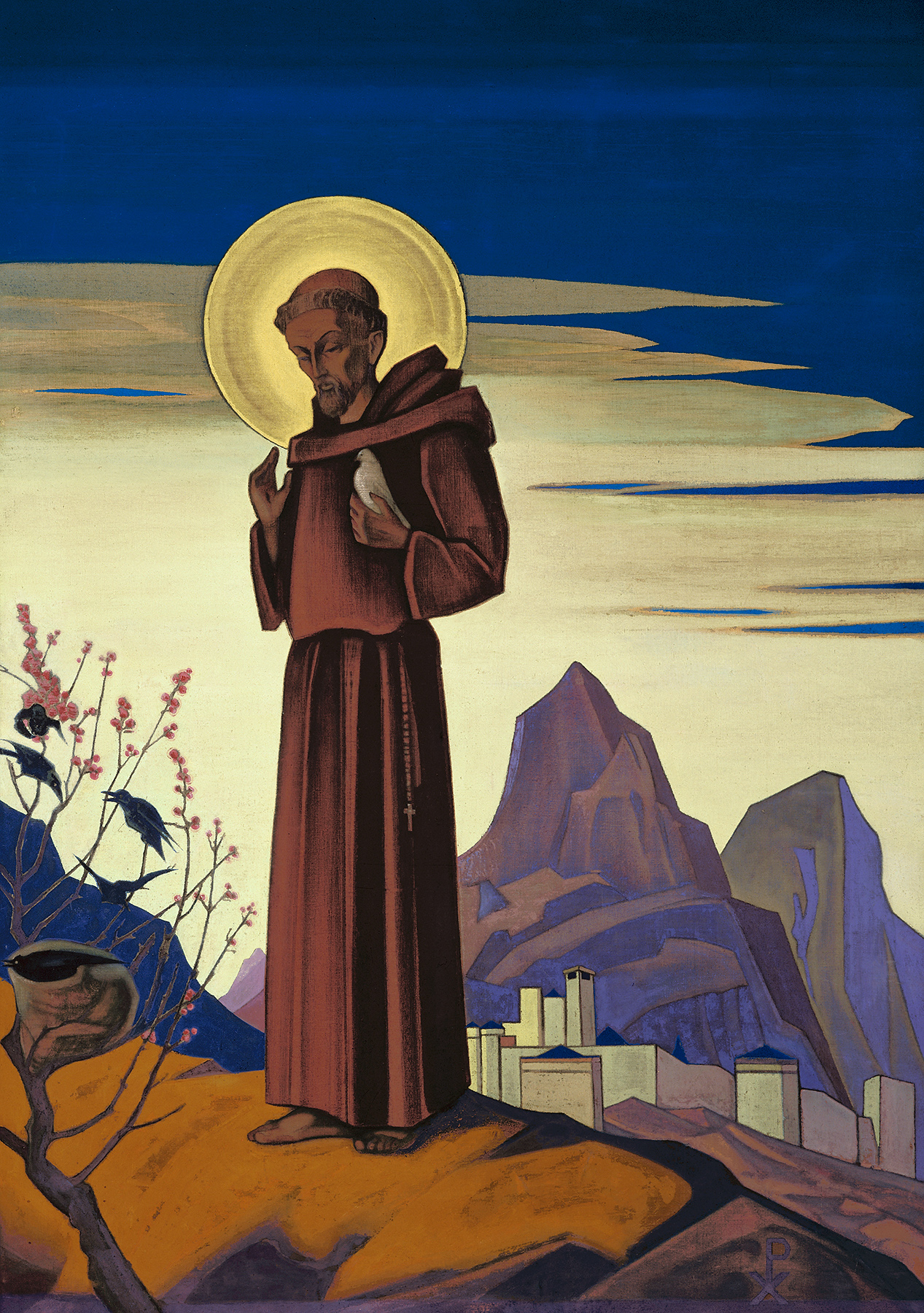
Sf. Francisc
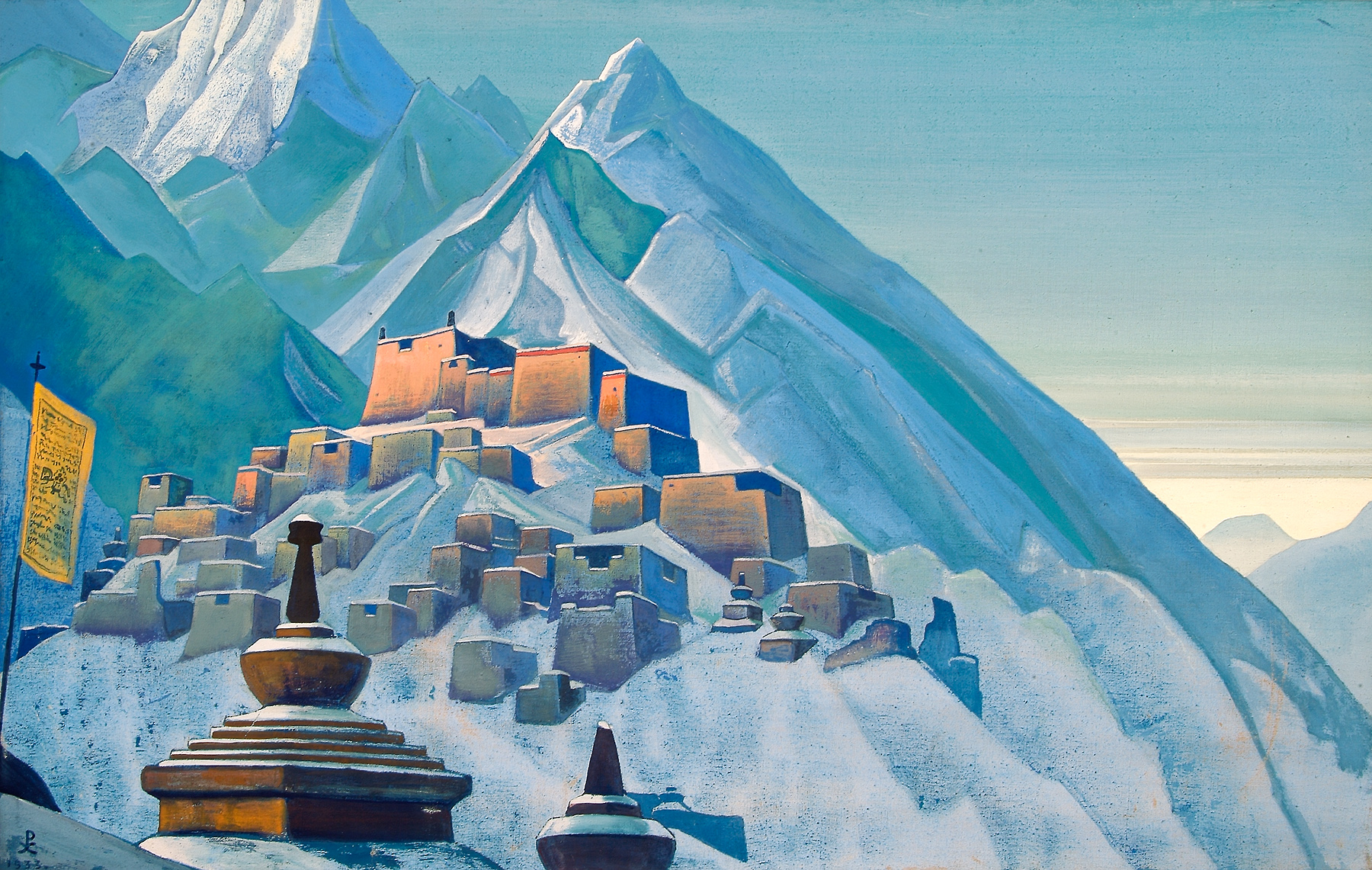
Tibet. Himalaya
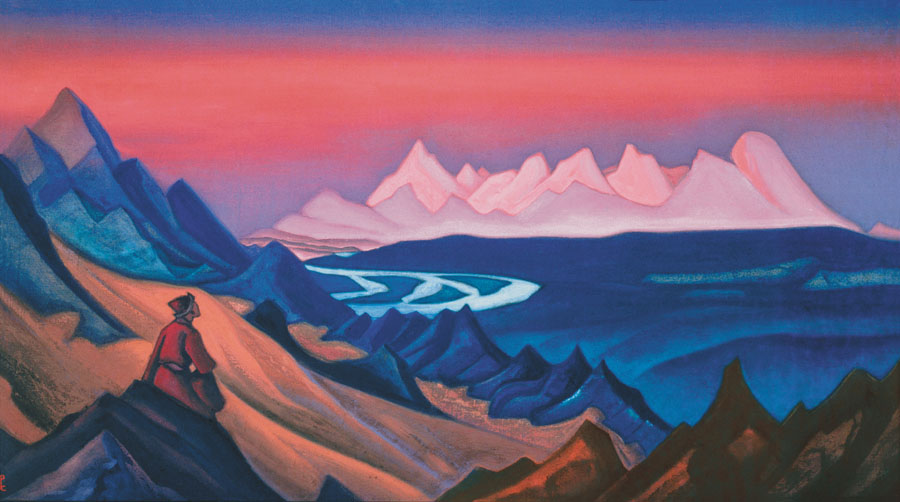
Cântecul Shambalei
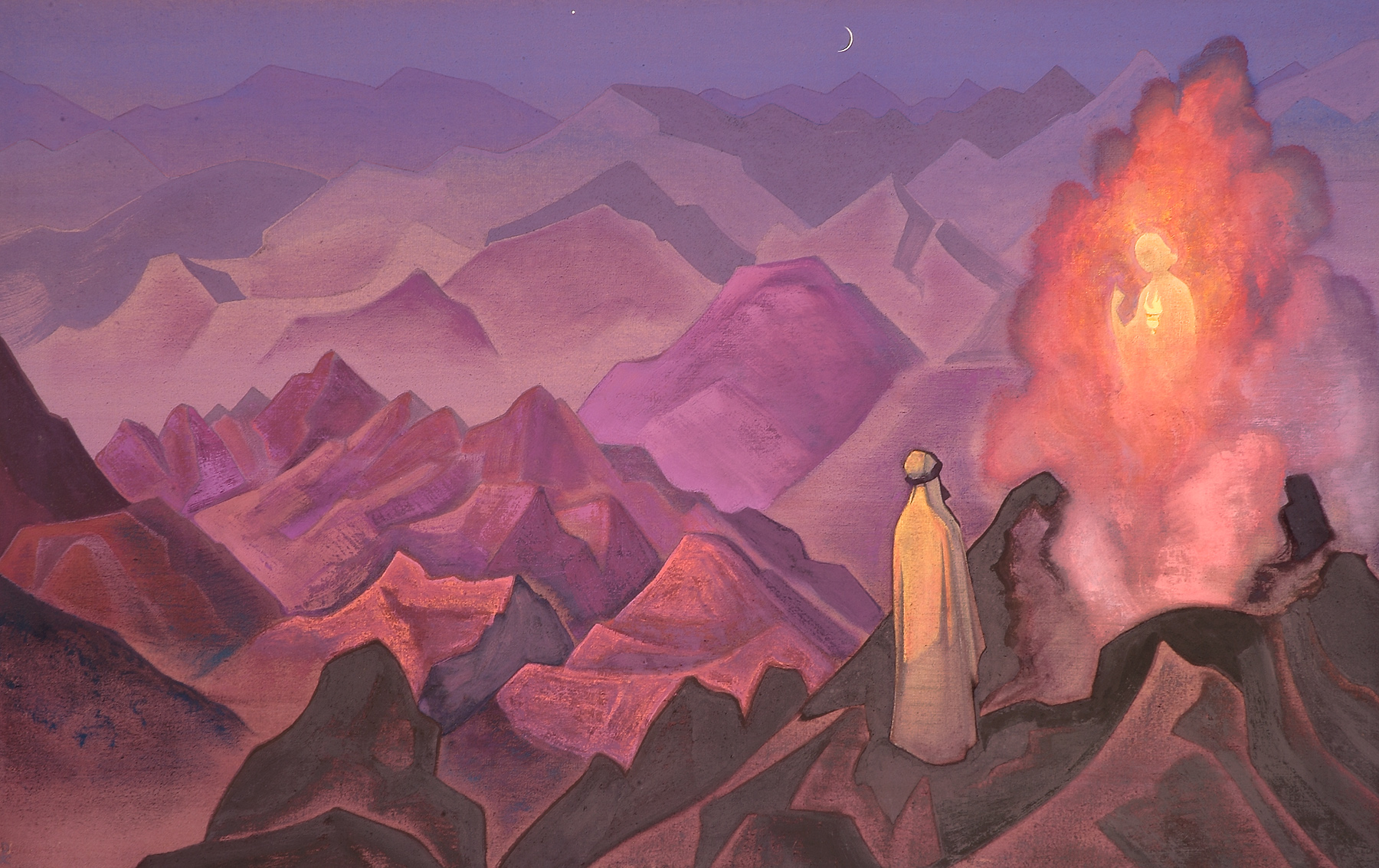
Profetul Mohamed
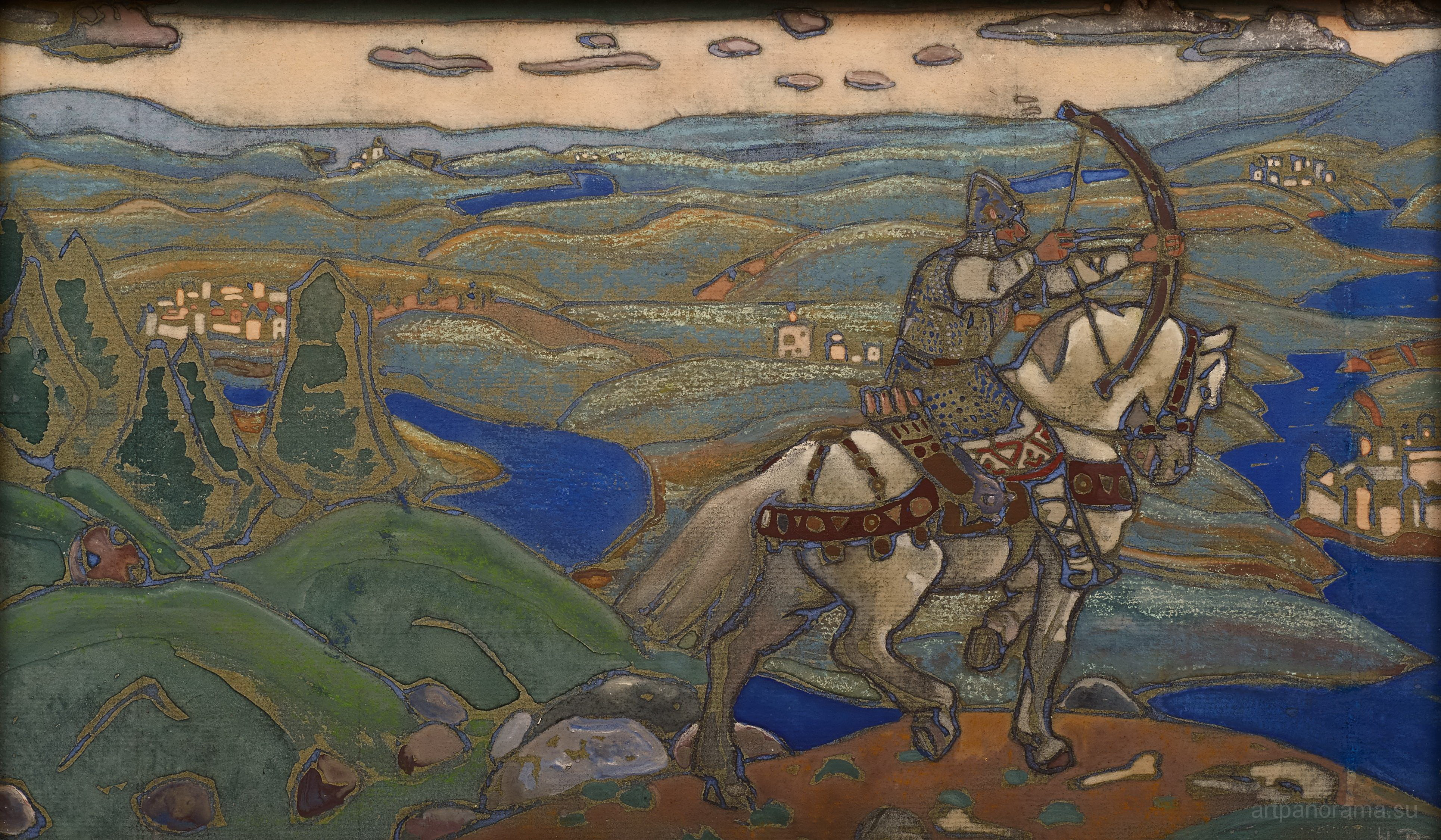
Ilia Muromeț
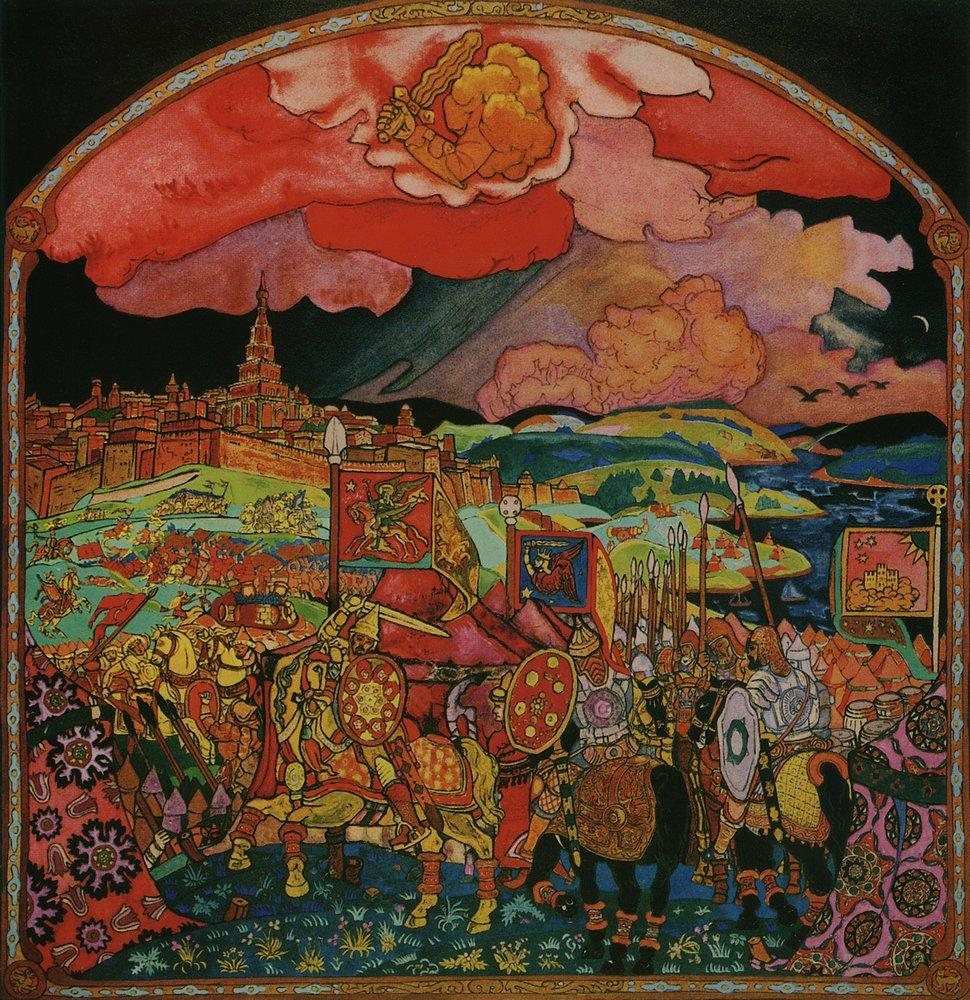
Capturarea orașului Kazan
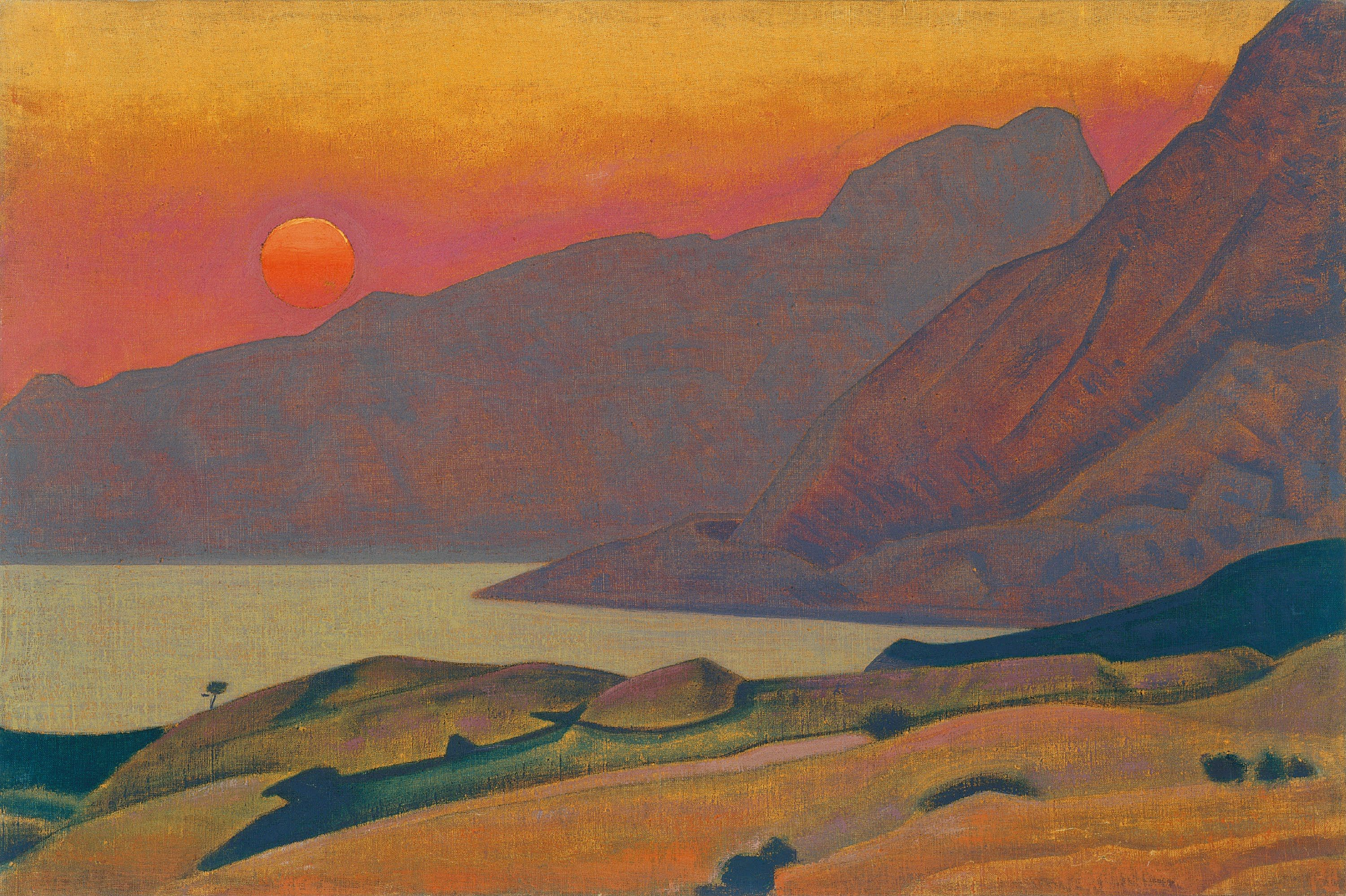
Monhegan, Maine
- Nicholas Roerich. India, Kullu, 1947

## Lucrări majore
1. Art and archaeology // Art and art industry, St. Petersburg, 1898. Nr. 3; 1899. Nr. 4-5.
2. Some ancient Shelonsky fifths and Bezhetsky end, St. Petersburg, 31 p., desene ale autorului, 1899.
3. Excursion of the Archaeological Institute in 1899 in connection with the question of the Finnish burials of St. Petersburg province, St. Petersburg, 14 p., 1900.
4. Some ancient stains Derevsky and Bezhetsk, St. Petersburg, 30 p., 1903.
5. In the old days, St. Petersburg, 1904, 18 p., desene ale autorului.
6. Stone age on lake piros., St. Petersburg, ed. „Russian archaeological society”, 1905.
7. Collected works. kN. 1. M.: publishing house of I. D. Sytin, p. 335, 1914.
8. Tales and parables, Pg.: Free art, 1916.
9. Violators of Art. Londra, 1919.
10. The Flowers Of Moria, Berlin: Word, 128 p., Colecție de poezii, 1921.
11. Adamant, New York: Corona Mundi, 1922
12. Ways Of Blessing, New York, Paris, Riga, Harbin: Alatas, 1924
13. Altai - Himalayas. (Thoughts on a horse and in a tent) 1923-1926, Ulan Bator Khoto, 1927.
14. Heart of Asia, Southbury (St. Connecticut): Alatas, 1929.
15. Flame in Chalice, Series X, Book 1. Songs and Sagas Series, New York: Roerich Museum Press, 1930.
16. Shambhala, New York: F. A. Stokes Co., 1930
17. Realm of Light, Series IX, Book II. Sayings of Eternity Series, New York: Roerich Museum Press, 1931.
18. The Power Of Light, Southbury: Alatas, New York, 1931.
19. Women. Address on the occasion of the opening of the Association of women, Riga, ed. About Roerich, 1931, 15 p., 1 reproducere.
20. The Fiery Stronghold, Paris: World League Of Culture, 1932.
21. banner of peace, Harbin, Alatyr, 1934.
22. Holy Watch, Harbin, Alatyr, 1934.
23. A gateway to the Future, Riga: Uguns, 1936.
24. Indestructible, Riga: Uguns, 1936.
25. Roerich Essays: One hundered essays, 2 vol., India, 1937.
26. Beautiful Unity, Bombay, 1946.
27. Himavat: Diary Leaveves, Allahabad: Kitabistan, 1946.
28. Himalayas — Adobe of Light, Bombay: Nalanda Publ, 1947.
29. Diary sheets, vol. 1 (1934-1935), Moscova: ICR, 1995.
30. Diary sheets, vol. 2 (1936-1941), Moscova: ICR, 1995.
31. Diary sheets, vol. 3 (1942-1947), Moscova: ICR, 1996.

## Legături externe
- International Centre of the Roerichs
- International Roerich Memorial Trust (India)
- Nicholas Roerich Museum (New York)
- Estonian Roerich Society
- Roerich-movement on the Internet (in Russian)
- Paintings Gallery Arhivat în 16 august 2022, la Wayback Machine.
- Nicholas Roerich Estate Museum in Izvara
- Roerich Family Arhivat în 12 martie 2016, la Wayback Machine.
- Find A Grave
- Catalogue of Nicholas Roerich`s works from the collection of Gorlovka Art Museum Arhivat în 16 aprilie 2015, la Wayback Machine.
- Nicholas Roerich Papers, J Murrey Atkins Library, UNC Charlotte
- Nicholas Roerich Lexicon Arhivat în 19 aprilie 2018, la Wayback Machine.